# 1991年热带风暴法比安
热带风暴法比安（英語：Tropical Storm Fabian）是1991年大西洋飓风季期间一场持续时间较为短暂的热带风暴，源于古巴西南方向的加勒比海西北部，是这年飓风季第6场获得命名的风暴。气旋在达到风速每小时75公里的最高强度后不久从古巴上空穿过，并继续向东北方向移动经过佛罗里达州。次日，费边在巴哈马以北转变成温带气旋，最终于10月17日消散。风暴沿途降下小雨，没有导致人员伤亡或经济损失。

## 气象历史
10月12日，一股东风波和冷锋进入加勒比海西北部。两者在洪都拉斯湾内发生相互影响，形成对流和低气压区。系统上空有反气旋发展，促使雷暴不断组织。协调世界时10月15日中午13点，飓风猎人侦察机发现青年岛西南方向洋面的持续风速达到每小时65公里，美国国家飓风中心因此将其归类为热带风暴并以“法比安”（Fabian）命名。系统的发展过程与加勒比海西部每年10月间的大部分热带气旋保持一致。受北面的高气压影响，热带风暴同外界环境间存在显著气压梯度，在海域上空产生热带风暴强度大风。费边发展出环流时已经达到热带风暴强度，不过，系统有可能在飓风猎人侦察机报告前12小时尚属热带低气压。
成为热带风暴后，法比安的组织结构仍然杂乱无章，外流也受到限制。受向东移动的上层低壓槽和风切变的不利影响，气旋向东北方向前进。虽然大气环境不利，但风暴还是有小幅增强，达到风力时速75公里的最高强度，其最强风速主要位于中心以南。10月15日晚，法比安行进至青年岛上空，然后开始穿越古巴西部。到了10月16日，卫星图像上已经难以辨别出风暴中心。气旋途经佛罗里达海峡，从佛罗里达半岛东南近海掠过，然后进入巴哈马海域。气象机构起初难以确认法比安是否有被逐渐逼近的低压槽吸收。到了10月16日晚，法比安已转变成温带气旋，表明此前的确被低压槽吸收。

## 防灾措施和影响

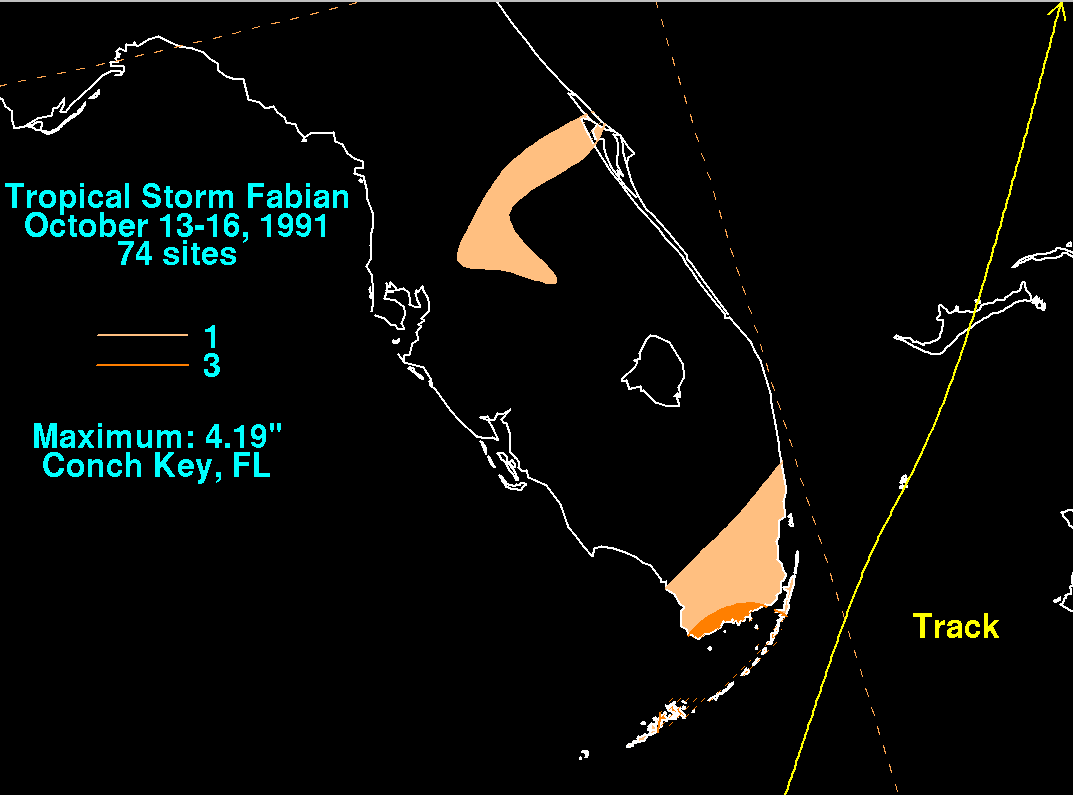
热带风暴法比安的降雨量分布图

法比安刚形成时，古巴政府向哈瓦那省到谢戈德阿维拉省之间地区和青年岛发布热带风暴警告。风暴吹袭古巴本土前，拉戈岛出现时速65公里的阵风。部分地区降下持续性的暴雨，24小时最高降雨量为古巴南海岸的157.5毫米；埃斯特角城在6小时里测得130毫米降水。
美国国家飓风中心在针对气旋发布首份公告同时向佛罗里达礁岛群和巴哈马发布热带风暴观察预警，之后又将巴哈牙的预警升级成热带风暴警告。风暴来袭前，佛罗里达礁岛群的两座州立公园关闭。因预计法比安的降雨会引发洪灾，迈阿密-戴德县开设了几家避难所。风暴从佛罗里达州以东经过期间，海岸沿线以海螺礁岛（Conch Key）降雨量最高，达106毫米。美国国家气象局驻基韦斯特办事处测得的持续风速为每小时44公里，阵风时速52公里。法比安的前身还在局部地区引发洪灾。位于佛罗里达州南部的霍姆斯特德空军后备基地测得93.5毫米降水，但这同样不属法比安产生的降雨，而属于形成风暴的锋面天气系统。